# Csanád (Vorname)
Csanád ist ein männlicher Vorname aus Ungarn.

## Verbreitung
Im deutschsprachigen Raum ist der Name selten anzutreffen. In der Schweiz tragen ihn 11 Personen (Stand 2023). Der Name wird in Österreich seit 2005 hin und wieder bei der Namenswahl berücksichtigt, bis 2023 fünf Mal. In Ungarn befindet sich der Name seit 2000 fast jährlich in den Top-100 der Hitlisten. Im Jahr 2023 belegte er Rang 95. Von 2000 bis 2023 wurden der Name rund 2.800 Mal vergeben. Die Vergabe ist auch in Schweden, England, Schottland und Nordirland nachgewiesen.

## Varianten
Varianten des Namens sind Csana, Csani und Csankó.

## Herkunft und Bedeutung
Der Name hat sich aus dem ungarischen Namen Csana entwickelt.

## Namenstag
- 12. April
- 28. Mai
- 6. September
- 5. Dezember

## Bekannte Namensträger
- Csanád (Anfang des 11. Jahrhunderts) war der Heeresführer von Stephan I., der die rebellierenden Ajtony besiegte